# Ignát Vrba
Ignát Vrba (12. října 1835 Pivín – 3. ledna 1890 Skrbeň) byl rakouský římskokatolický duchovní a politik české národnosti; poslanec Moravského zemského sněmu.

## Biografie
Působil jako katolický kněz. Přispíval do tisku. Podílel se na zakládání průmyslových podniků a záložen na Olomoucku. Podporoval Matici opavskou.
V 60. letech se zapojil i do vysoké politiky. V zemských volbách v březnu 1867 byl zvolen na Moravský zemský sněm, za kurii venkovských obcí, obvod Olomouc, Prostějov, Plumlov. Mandát zde obhájil i v řádných zemských volbách 1870, zemských volbách v září 1871 a zemských volbách v prosinci 1871. Roku 1872 byl zbaven mandátu. V roce 1870 se uvádí jako oficiální kandidát Moravské národní strany (staročeské).
Zemřel v lednu 1890 ve věku 54 let.